# Циклотимия
Циклоти́мията (от гръцки: κύκλος – „кръг“ и θυμός – „дух“, „душа“) е психично разстройство, при което пациентът е с нестабилно настроение, което варира от лека депресия до лека еуфория. Думата „циклотимия“ се е използвала преди, за да описва биполярното разстройство.